# Michel Rabreau
Michel Rabreau, né le 6 septembre 1937 à La Baule-Escoublac et mort le 15 mars 2021 à Saint-Nazaire,, est un homme politique français.

## Biographie
Michel Rabreau est pharmacien-biologiste de formation. Après ses études, il prend la suite de son père, lui-même pharmacien établi à Guérande. En plus de son officine, Michel Rabreau crée et gère un laboratoire d'analyses, dont il se sépare une fois devenu député.
Son père, ancien résistant, est militant gaulliste. Il a notamment été le suppléant du député Pierre Litoux. En 1967, ce dernier est évincé pour permettre la candidature d'Olivier Guichard, qui est élu. Lors de l’élection de 1968, Guichard se sépare de Pierre Litoux, dont il avait fait son suppléant, et appelle Michel Rabreau pour le remplacer. Élu une nouvelle fois, Guichard devient peu de temps après ministre. En tant que suppléant, Michel Rabreau siège à sa place à l'Assemblée nationale.
Gaulliste de gauche, Michel Rabreau soutient la candidature de Jacques Chaban-Delmas lors de l'élection présidentielle de 1974.

## Détail des fonctions et des mandats
Mandats parlementaires :
- 1968-1974 : Député de la 7e circonscription de la Loire-Atlantique en remplacement d'Olivier Guichard